# گرترود آترتون
 گرترود آترتون (انگلیسی: Gertrude Atherton؛ ۳۰ اکتبر ۱۸۵۷ – ۱۴ ژوئن ۱۹۴۸ یک نویسنده داستان کوتاه اهل ایالات متحده آمریکا بود.